# Zwiagino (rejon rżewski)
Zwiagino (ros. Звягино) – wieś (dieriewnia) w Rosji, w obwodzie twerskim, w rejonie rżewskim. W 2021 liczyło 285 mieszkańców.